# 木ノ本喜史
木ノ本 喜史（きのもと よしふみ）は日本の歯科医師、歯学者、開業医、大阪大学臨床教授。

## 経歴
1987年大阪大学歯学部、1992年同大学院歯学研究科終了。以後同大学研究生、歯学部病院医員、歯学部助手、テキサス大学サンアントニオ校客員研究員、大阪大学歯学部附属病院講師を経て2005年に開業。2009年に大阪大学臨床教授に就任。

## 著作
- 木ノ本喜史、恵比須繁之 著「第13章　外科的歯内治療」、戸田忠夫、中村洋、須田英明、勝海一郎 編『歯内治療学』（第3版）医歯薬出版、2007年5月。ISBN 978-4-263-45607-1。 NCID BA82279071。
- 木ノ本喜史 著「Chapter3 難症例をつくらないエンド治療 術中感染の予防と制御 ・ Chapter4 エンド治療の最前線 マイクロスコープを使用した歯内療法/マイクロスコープを使用した外科的歯内療法」、恵比須繁之 編『エンド難症例　メカニズムと臨床対応』医歯薬出版〈月刊「歯界展望」別冊〉、2009年11月。 NCID BA91901441。
- 木ノ本喜史『臨床根管解剖 基本的知識と歯種別の臨床ポイント』ヒョーロン・パブリッシャーズ〈歯内療法 成功への道〉、2013年6月4日。ISBN 9784864320115。 NCID BB12696446。
- 木ノ本喜史 編『根尖病変 治癒へ向けた戦略を究める』ヒョーロン・パブリッシャーズ〈歯内療法 成功への道〉、2013年6月4日。ISBN 9784864320122。 NCID BB12696537。
- 興地隆史、井澤常泰、石井信之、木ノ本喜史 編『ライフステージと歯内療法 歯の長期保存のために』デンタルダイヤモンド社〈デンタルダイヤモンド増刊号〉、2013年7月1日。ISBN 9784885102783。 NCID BB12901341。
- 木ノ本喜史 編『偶発症・難症例への対応 病態・メカニズムから考える予防と治療戦略』ヒョーロン・パブリッシャーズ〈歯内療法 成功への道〉、2014年3月25日。ISBN 9784864320191。 NCID BB15334328。
- 木ノ本喜史 他 著、北村和夫、貞光謙一郎 編『臨床力アップにつながる 歯の破折の診断と処置』デンタルダイヤモンド社〈デンタルダイヤモンド増刊号〉、2014年10月。ISBN 9784885103094。 NCID BB16801065。
- 北村和夫、木ノ本喜史、佐藤暢也、澤田則宏 編『最新　歯内療法の器具・器材と臨床活用テクニック』ヒョーロン・パブリッシャーズ〈日本歯科評論別冊〉、2015年5月15日。 NCID BB18586291。
- 木ノ本喜史 編『抜髄　Initial Treatment 治癒に導くための歯髄への臨床アプローチ』ヒョーロン・パブリッシャーズ〈歯内療法 成功への道〉、2016年7月12日。ISBN 9784864320320。

### 科研費報告書
- 木ノ本喜史 編『結晶構造制御を行ったハイドロキシアパタイト複合体による新規歯内療法材料の開発』〈科学研究費補助金基盤研究(B)(2)研究成果報告書〉2016年7月12日。ISBN 9784864320320。

### 映像
- 監修 恵比須繁之 指導 木ノ本喜史『デンタルＤＶＤシリーズ[11] デンタルマイクロスコープ 精緻な診療のために』（DVD）デンタルダイヤモンド社、2005年8月。ISBN 4885109728。 NCID BA75314649。

## 所属団体
- 日本歯科医師会
  - 大阪府歯科医師会
    - 吹田市歯科医師会[4]

  - 日本歯科医学会
    - 日本歯科保存学会 評議員[5]、保存治療認定医指導医[5]、専門医[6]
    - 日本歯科理工学会 元デンタルマテリアルズシニアアドバイザー[5]
    - 日本接着歯学会 元接着歯学治療認定医[5]
    - 日本歯内療法学会 副理事長[7]、 専門医[8]
      - 西日本歯内療法学会 副会長[9]
- 日本顕微鏡歯科学会 理事[10]、指導医[11]
- 日本糖尿病協会 歯科医師登録医[5]
- 大阪大学歯学会[3]
- 大阪大学歯学部同窓会 常務理事[12]
- アメリカ歯内療法学会[3]
- 国際歯科研究学会[3]
  - 国際歯科研究学会日本部会[3]